# 이철 (1535년)
이철(李軼, 1535년 ~ ?)은 조선시대의 인물이다. 양녕대군의 5세(고손자)이다.

## 의병 활동
조선 중종(中宗) 30년(1535년)에 태어났다. 임진왜란 당시 양근현(현재 양평군) 지역에 4명의 아들(응성, 응길, 응두, 응주)을 포함하여  600여명의 의병을 일으켜 훈련, 주둔하고, 왜군과 결사항전을 벌였다고 한다. 의병활동은 양평, 광주, 양지(용인) 등의 지역에서 펼쳤으며, 특히 일본군 장수인 나카가와 히데마사(中川秀政)를 양지의 산 속에서 야간 매복전투를 벌여 사살하는 등 왜군의 경기도 일대의 진퇴로를 차단하는 데 혁혁한 전과를 올렸다고 한다. 
임진왜란시 전투에서 공을 세우거나 군수품 보급에 기여한 인물에게 1605년(선조 38) 4월 녹훈하며 발행된 선무원종공신녹권과 《선조실록》에는 1등 공신으로 기록되어 있다. 
〈선조 임진란 의병장록〉에 의하면 '회덕현감'에 취임하지 않았으며, 선조께서 아들 4 형제에게는 수십필의 옷감과  땅을 하사하셨으며, 난이 평정된 후에 입석표공(비석을 세워 공로를 표함)을 하였다고 기록되어 있다. 그의 아들 응성(應星)은 군수, 응길(應吉)은 주부, 응두(應斗)는 직장, 응주(應周)는 도사의 관직에 있었다고 기록하고 있다. 
《임진전란사》 상권 373항, 하권 1586항 등에 경기도 지역의 '의병장 충의위(忠義衛) 이철(李軼)'에 대한 기록이 있다.